# Прусоски манастир
Прусоският манастир (на гръцки: Μονή Προυσού) е православен манастир датиращ от 12 век край село Прусос в Евритания, Гърция. Намира се на 31 km южно от Карпениси и 53 km северозападно от Агринио.
Главен гръцки манастир на Западна Гърция. Намира се на скит с впечатляващ пейзаж, в стръмен и скалист район между планините на Евритания – Хелидона, Каликуда и Панетолико. Манастирският празник се чества на 23 август и е посветен на Успение Богородично.
Преданието за основаването му издава, че на мястото му в античността се е намирал известния оракул на Одисей. Християнската му история започва някъде през 10 век и говори за първоначално отшелничество на двама местни монаси – Дионисий и Тимотей (Тимотеос). При издигането му през 12 век, като главен и поклонически на Евритания, му е дадено гръцкото име на „факел“, т.е. на светлина за Евритания („ἐν τῷ Πυρσῷ τῆς Εὐρυτανίας“). В периода 1818–1828 в манастира е отворено гръцко манастирско училище от типа килийно училище. Днес мястото не е много популярно сред местните гърци, най-вече заради своето местоположение и недостъпност. Поклоничеството е най-вече заради чудотворната икона на Света Богородица Прусоитиса, която е изографисана през 829 г. в Бурса в Мала Азия и е осветена от Свети Лука (Лука Стириот или Лука Еладски), според легендата. Това се случило по времето на видния император иконоборец – Теофил. Освен това в манастира се съхранява част от черепа на Свети Климент, епископ на Анкира (днес Анкара).